# Andrea Kilday
Andrea Melisa Kilday (* 5. August 1982) ist eine neuseeländische Taekwondo-Kämpferin. Sie startet in der Gewichtsklasse bis 49 Kilogramm.
Ihren ersten internationalen Wettkampf im Erwachsenenbereich bestritt Kilday bei der Weltmeisterschaft 2005 in Madrid, schied dort aber bereits im Auftaktkampf aus. Auch bei den folgenden Weltmeisterschaften schied sie frühzeitig aus. Kilday gewann beim ozeanischen Olympiaqualifikationsturnier 2007 in Neukaledonien Gold in der Gewichtsklasse bis 49 Kilogramm, wurde für die Olympischen Spiele 2008 in Peking aber nicht nominiert. 2012 gewann sie im australischen Gold Coast die Oceania Championships. Bei den Pazifikspielen 2015 in Port Moresby gewann sie Gold in der Gewichtsklasse bis 46 Kilogramm. Ebendort siegte sie im Februar 2016 beim ozeanischen Olympiaqualifikationsturnier und wurde anschließend für die Olympischen Sommerspiele 2016 in Rio de Janeiro nominiert.